# Citadelcross 2014
De zesde editie van de Citadelcross in Namen werd gehouden op 21 december 2014. De wedstrijd maakte deel uit van zowel de wereldbeker veldrijden 2014-2015 als de Soudal Classics 2014-2015. Bij de mannen werd de Franse titelverdediger Francis Mourey opgevolgd door de Belg Kevin Pauwels en bij de vrouwen werd de Amerikaanse Katherine Compton opgevolgd door de Amerikaans-Tsjechische Kateřina Nash. De Belgen Kevin Pauwels en Sanne Cant bleven aan de leiding in de wereldbeker en wonnen later beide het eindklassement.

## Mannen elite

### Uitslag
| Plaats | Naam              | Ploeg                           | Tijd     |
| ------ | ----------------- | ------------------------------- | -------- |
| 1      | Kevin Pauwels     | Sunweb-Napoleon Games           | 1u07'43" |
| 2      | Lars van der Haar | Giant-Alpecin                   | + 10"    |
| 3      | Philipp Walsleben | BKCP - Powerplus                | + 19"    |
| 4      | Tom Meeusen       | Telenet-Fidea                   | + 1'24"  |
| 5      | Corné van Kessel  | Telenet-Fidea                   | + 1'38"  |
| 6      | Marcel Wildhaber  | Scott-Odlo                      | + 1'46"  |
| 7      | Rob Peeters       | Vastgoedservice - Golden Palace | + 2'05"  |
| 8      | Jens Adams        | Vastgoedservice - Golden Palace | + 2'10"  |
| 9      | Sascha Weber      | Veranclassic - Doltcini         | + 2'24"  |
| 10     | Julien Taramarcaz | Corendon-Kwadro                 | + 2'30"  |

## Vrouwen elite

### Uitslag
| Plaats | Naam                   | Ploeg               | Tijd    |
| ------ | ---------------------- | ------------------- | ------- |
| 1      | Kateřina Nash          | Luna                | 44'15"  |
| 2      | Marianne Vos           | Rabo-Liv            | + 34"   |
| 3      | Katherine Compton      |                     | + 1'07" |
| 4      | Ellen Van Loy          | Young Telenet-Fidea | + 1'47" |
| 5      | Pauline Ferrand-Prevot | Rabo-Liv            | + 1'52" |
| 6      | Sanne Cant             | BKCP - Powerplus    | + 2'07" |
| 7      | Lucie Chainel          | EC Stephanois       | + 2'16" |
| 8      | Eva Lechner            | Colnago Südtirol    | + 2'21" |
| 9      | Helen Wyman            | Konfa Ffsa Factory  | + 2'33" |
| 10     | Sabrina Stultiens      | Rabo-Liv            | + 2'38" |

2009 · 2010 · 2011 · 2012 · 2013 · 2014 · 2015 · 2016 · 2017 · 2018 · 2019 · 2020 · 2021 · 2022 (EK) · 2023 · 2024
 Cauberg Cyclocross · 
 Duinencross · 
 Cyclocross Milton Keynes · 
 Citadelcross · 
 GP Eric De Vlaeminck · 
 GP Adrie van der Poel